# Carthamus creticus
Carthamus creticus — вид квіткових рослин родини айстрові (Asteraceae).

## Поширення
Північна Африка: Алжир; Лівія; Марокко; Єгипет. Західна Азія: Кіпр; Туреччина. Європа: Боснія і Герцеговина; Греція; Італія — Сицилія; Сербія; Португалія; Гібралтар; Іспанія. Натуралізований: Нова Зеландія, США, Канада — Британська Колумбія, Сполучене Королівство.